# Rasmus Ottesen (skuespiller)
 For alternative betydninger, se Rasmus Ottesen. (Se også artikler, som begynder med Rasmus Ottesen)
Rasmus Ottesen (født 14. juni 1871 i Hulerød, død 8. marts 1957) var en dansk skuespiller og fotograf.
Rasmus Ottesen var udlært klejnsmed og senere exam.polyt., inden han begyndte at læse hos Peter Jerndorff og efterfølgende blev uddannet på Det kongelige Teaters elevskole. Han debuterede i 1901 i Mellem slagene i rollen som Ejnride. Han var ansat på Det kongelige Teater, til han i 1930 sagde op. Fra 1910 var han samtidig ansat ved Regia Kunstfilms Co., efterfulgt af Det Skandinavisk-Russiske Handelshus, for hvilket han indspillede en række stumfilm i perioden 1911–1915.
Desuden havde Ottosen et fotografisk atelier.

## Familie
Ottesen var søn af opsynsbetjenten Christian Ottesen og dennes hustru Johanne Cathrine, født Unmack. Han var gift med Jenny Breinholt.

## Filmografi
Kilde: Dansk Filminstitut.
| - Den Dødes Halsbaand (1910) - Et Gensyn (1910) - Taifun (1911) - Det blaa Blod (1912) - Den hvide Klovn (titelrollen, 1912) - Slægten (1912) - De to Brødre (1912) - Den stærke Magt (1912) - Gift dig - gift dig ikke (1912) - Pigen fra det mørke København (1912) - Dæmonen (1912) - Den flyvende Cirkus (1912) - Bryggerens Datter (også instruktør, 1912) - Dødsridtet (også i struktør, 1912) - Balloneksplosionen (1913) - De Dødes Ø (1913) - For evigt (1913) - Den sorte Varieté (1913) - Studenten skifter Skilte (1913) - Katastrofen i Dokken (1913) - Haanden, der griber (1913) - Staalkongens Villie (1913) - Paa Dødens Tærskel (1913) | - Letsind (1914) - Guldhornene (1914) - Ungdomssynd (1914) - En Sømandsbrud (1914) - Lykkeligt Ægteskab (1914) - Hans Faders Ære (1914) - Zigeuneren Raphael (1914) - Kvinder (1914) - Diligencekusken fra San-Hilo (1914) - Den Fremmede (1914) - Zigo (1914) - Pigen fra Hidalgo-Fyret (1914) - Britta fra Bakken (1915) - Sporet i Sneen (1915) - Overfaldet i Viadukten (1915) - Selma fra Øen (1915) - Enhver (titelrolle, 1915) - Elskovsbarnet (1916) - Kornspekulanten (1918) - Den kloge mand (1937) - Ditte Menneskebarn (1946) - For frihed og ret (1949) |